# Jaderná elektrárna Monticello
Jaderná elektrárna Monticello (anglicky Monticello Nuclear Generating Plant) je provozní jadernou elektrárnou ve Spojených státech. Leží poblíž města Monticello ve Wright County ve státě Minnesota. Elektrárnu vlastní společnost Xcel Energy a provozuje ji společnost Northern States Power Company. Jediný reaktor dodala a vybudovala americká společnost General Electric. Ke chlazení je používána voda z řeky Mississippi, které v důsledku toho v zimě nezamrzá.

## Historie a technické informace

### Reaktor
Výstavba jediného jaderného reaktoru elektrárny započala dne 19. června 1967. Jedná se o varný reaktor typu BWR-3 od General Electric. Jeho hrubý výkon je 691 MW a čistý výkon po odečtení vlastních potřeb bloku činí 628 MW. Do sítě byl blok poprvé přifázován dne 5. března 1971 a komerční provoz následoval 30. června 1971. V roce 2006 navrhla společnost Xcel Energy sérii modernizací elektrárny s cílem zvýšit její výkon a prodloužit její životnost o dalších 20 let. V prosinci 2013 schválila byl plán schválen NRC. Reaktor má od NRC udělenou provozní licenci do 8. září 2030.

#### Incidenty
- 5. května 1982 uniklo do řeky Mississippi 4,9 metrů krychlových radioaktivní vody. Incident nebyl pro veřejnost žádnou hrozbou.[6]
- Dne 11. září 2008 porucha kabelu odpojila transformátor, který napájel blok elektrárny. To vedlo ke ztrátě vnějšího napájení a reaktor byl automaticky odstaven.[7]
- V listopadu 2022 uniklo z vodovodního potrubí mezi dvěma budovami elektrárny více než 1500 metrů krychlových vody kontaminované tritiem.[8][9] Blok byl 24. března 2023 odstaven, aby mohlo být vyměněno prosakující potrubí, které únik způsobilo.[10][11][12][13]

### Okolní obyvatelstvo
NRC definuje dvě zóny havarijního plánování kolem jaderných elektráren. První o poloměru 16 kilometrů, která se týká především vystavení radioaktivní kontaminace vzduchu a poté druhou o poloměru 80 kilometrů, jež se zabývá kontaminací potravin a vody.
Podle studie NRC zveřejněné v srpnu 2010 byl odhad každoročního rizika zemětřesení dostatečně silného na to, aby způsobilo poškození aktivní zóny reaktoru 1 ku 52 632.

## Informace o reaktorech
| Reaktor      | Typ reaktoru  | Výkon  | Výkon  | Zahájení výstavby | Připojení k síti | Uvedení do provozu | Uzavření |
| Reaktor      | Typ reaktoru  | Čistý  | Hrubý  | Zahájení výstavby | Připojení k síti | Uvedení do provozu | Uzavření |
| ------------ | ------------- | ------ | ------ | ----------------- | ---------------- | ------------------ | -------- |
| Monticello-1 | BWR-3 155-484 | 628 MW | 691 MW | 19. 6. 1967       | 5. 3. 1971       | 30. 6. 1971        |          |